# Breizh eo ma bro !
Singles
1. Bro gozh ma zadoù
Sortie : mars 2017
2. Le Bagad de Lann-Bihoué
Sortie : avril 2017

Breizh eo ma bro ! (« la Bretagne est mon pays ! ») est un album de reprises de chansons liées à la Bretagne sorti le 30 juin 2017. Il rassemble plusieurs générations d'artistes autour de valeurs de partage, d'amour de la terre, d'authenticité et d'hommage à ce qui constitue la Bretagne ; la mer entre les îles et les ports, la culture celtique au travers des langues celtiques et de l'Irlande, l'histoire ponctuée de guerres, d'exils et de révoltes, la musique dont les emblèmes sont le bagad, la gavotte et la chanson, qu'elle soit à écouter (gwerz) ou à danser (Son ar chistr, chanson du cidre).

## Conception
Le guitariste breton Patrice Marzin s'est chargé de réunir un collectif d'artistes pour réinterpréter différentes chansons qui évoquent la Bretagne. Afin de concilier les différentes sensibilités artistiques, la réalisation de Franck Eulry révèle la poésie des textes et la subtilité des arrangements mélodiques.
La liste des artistes bretons comprend des piliers de la musique bretonne (Alan Stivell, Gilles Servat, Dan Ar Braz), des groupes célèbres (Tri Yann, Soldat Louis, le Bagad de Lann-Bihoué), des chanteurs à texte (Louis Capart, Renaud Detressan, Miossec, Renan Luce), une nouvelle génération de chanteuses représentant la chanson bretonne moderne (Gwennyn, Clarisse Lavanant, Cécile Corbel, Rozenn Talec), accompagnés par des « Bretons de cœur » non natifs de Bretagne (Jane Birkin, Laurent Voulzy, Raphael, Boulevard des airs, Didier Barbelivien).

## Composition
Le navigateur Olivier de Kersauson intervient en prélude des morceaux en tant que narrateur.
15 chansons sont interprétées par les divers artistes, principalement en duos. La réinterprétation du répertoire populaire est source de transmission, au-delà des différences générationnelles, musicales ou de notoriété.
Les textes sont en français et breton mais aussi en anglais (Borders of Salt) et gaélique (Brian Boru).
La photo de couverture représente l'île Louët en baie de Morlaix, à laquelle a été rattaché un chemin de pierre bordé de barques.

## Caractéristiques artistiques
La première chanson de l'album et la première à être sortie en single est le Bro gozh ma zadoù, l'hymne chanté de manière collégiale.
La chanteuse-harpiste Cécile Corbel apporte son univers onirique à Marie-Jeanne-Gabrielle de Louis Capart.
Alan Stivell partage deux chansons qui défendent la liberté des peuples celtes : Brian Boru (1995) en gaélique, chanté pour sa partie en français par Laurent Voulzy et La hargne au cœur (2012) chanté par deux membres du groupe Soldat Louis sur un air gaélique.
Sylvain Duthu, qui a des origines lorientaises, chante Le Bagad de Lann-Bihoué (Souchon/Voulzy) avec le célèbre bagad lorientais de la base militaire de Lann-Bihoué
Raphaël adapte sa chanson Port Coton en breton, écrite à l'origine pour le premier album de Zaz. Le texte a été adapté en breton par Gwennyn.
Gwennyn chante Son ar chistr, un traditionnel devenu populaire à l'international, avec les trois chanteurs de Tri Yann en chœurs et reprend Sur les quais de Dublin, écrite par Gilles Servat en 1996.
Les Morlaisiens de naissance Clarisse Lavanant et Renan Luce reprennent La Mémoire et la mer, une chanson de Léo Ferré écrite en Bretagne.
Dan Ar Braz chante avec l'orchestre symphonique de Sofia sa chanson Borders of salt, ce qui est pour lui un idéal (« frontières de sel, frontières de sable »).
Deux artistes choisissent de reprendre une des chansons du Morlaisien Jean-Michel Caradec : Clarisse Lavanant pour Île et Didier Barbelivien pour Portsall.
Gilles Servat et Rozenn Talec forment un duo avec un texte breton qui parle d'un soldat, aïeul du chanteur Gweltaz Ar Fur, sur un air de valse à l'accordéon.
Dans sa chanson Sein 1940 (Marines, 2003), Tri Yann rend hommage aux 122 hommes de l'île de Sein qui répondirent à l'appel du Général de Gaulle en partant pour l'Angleterre. Les trois Jean sont accompagnés du Sénan Louis Capart au chant.
Miossec et Birkin chantent Brest, tous deux aimant se ressourcer dans cette pointe du Finistère.

## Performance  commerciale
Lors de sa première semaine d'exploitation, l'album entre 26e au top fusionné français (ventes physiques, téléchargements et équivalents-ventes) avec 3 800 ventes,. A la fin de l'année, il atteint près de 25 000 unités,. À ce jour, le disque s'est vendu à 31 300 unités (physiques et téléchargements) en France, selon le site InfoDisc.

## Titres
| No  | Titre                                      | Interprète(s) | Durée |
| --- | ------------------------------------------ | --- | ----- |
| 1.  | Breizh eo ma bro                           | Olivier de Kersauson | 01:01 |
| 2.  | Bro gozh ma zadoù                          | Alan Stivell, Gilles Servat, Tri Yann, Louis Capart, Soldat Louis, Renaud Detressan, Gwennyn, Clarisse Lavanant, Rozenn Talec, Cécile Corbel | 02:44 |
| 3.  | Marie-Jeanne Gabrielle                     | Cécile Corbel | 04:03 |
| 4.  | Terres d'Irlande                           | Olivier de Kersauson | 00:51 |
| 5.  | Brian Boru                                 | Alan Stivell, Laurent Voulzy | 05:04 |
| 6.  | Le son du bagad                            | Olivier de Kersauson | 00:35 |
| 7.  | Le Bagad de Lann-Bihoué                    | Boulevard des airs, Bagad de Lann-Bihoué | 04:31 |
| 8.  | La Complainte de Porzh Koton               | Olivier de Kersauson | 00:34 |
| 9.  | Porzh Koton                                | Raphael | 02:39 |
| 10. | Kergonan                                   | instrumental (Soïg Siberil) | 00:54 |
| 11. | Prélude à "La hargne au cœur"              | Olivier de Kersauson | 00:32 |
| 12. | La hargne au cœur - Liberté Armorique      | Alan Stivell, Soldat Louis, Renaud Detressan                                                                                                 | 03:09 |
| 13. | Son ar chistr                              | Gwennyn, Tri Yann | 03:21 |
| 14. | Prélude à "La mémoire et la mer"           | Olivier de Kersauson | 00:51 |
| 15. | La Mémoire et la mer                       | Renan Luce, Clarisse Lavanant | 04:44 |
| 16. | Prélude à "Borders of Salt"                | Olivier de Kersauson | 04:44 |
| 17. | Breizh ar vor                              | André Couasnon, instrumental (Bulgarian Symphony Orchestra)                                                                                  | 01:49 |
| 18. | Borders of Salt - version symphonique 2017 | Dan Ar Braz | 04:15 |
| 19. | Île                                        | Clarisse Lavanant | 03:06 |
| 20. | Courir les îles                            | Olivier de Kersauson | 00:37 |
| 21. | Sur les quais de Dublin                    | Gwennyn | 03:33 |
| 22. | Ar soudarded 'zo gwisket e ruz             | Rozenn Talec, Gilles Servat | 03:42 |
| 23. | Prélude à "Sein 1940"                      | Olivier de Kersauson | 00:31 |
| 24. | Sein 1940                                  | Tri Yann, Louis Capart | 03:24 |
| 25. | Portsall                                   | Didier Barbelivien | 02:42 |
| 26. | Tonnerre de Brest                          | Olivier de Kersauson | 01:07 |
| 27. | Brest                                      | Miossec, Jane Birkin | 03:01 |
| 28. | Gavotte des montagnes                      | instrumental (couple de sonneurs) | 01:50 |

## Crédits
- Patrice Marzin, Soïg Sibéril, Jacques Pellen, Michel-Yves Kochmann, Philippe Russo, Sébastien Chouard : guitares
- Ronan Le Bars, Kevin Camus : uilleann pipes, whistles
- Robert Le Gall : violon, mandoline
- Pierre Stéphan : violon
- Yannig Noguet : accordéon diatonique
- Nikolaz Cadoret, Cécile Corbel : harpe celtique
- Jean-Claude Auclin : violoncelle
- Franck Eulry : claviers, arrangements, orchestrations
- Sofia Symphonic Orchestra
- Enregistrement et mixage : Stéphane Briand
- Mastering : Hubert Salou

## Classements

### Classements
| Pays                         | Top |
| ---------------------------- | --- |
| France (SNEP) - Top fusionné | 15  |

| Pays                         | Top |
| ---------------------------- | --- |
| France (SNEP) - Top fusionné | 168 |